# إبدال بإزاحة الطور
الإبدال بإزاحة الطور (بالإنجليزية: Phase Shift Keying اختصاراً PSK) هو هذا النوع من التعديل الذي يحدث فيه تغيير في زاوية الطور بمقدار 180° عند كل تغيير للمعلومات الرقمية من 0 إلى 1 أو العكس مع تثبيت قيمة السعة والتردد. وهذا النوع من التردد أقل حساسية لأخطاء الإرسال من تداخلات وضوضاء وتشتت للإشارة بتعدد المسارات مقارنةً بالنوعين السابقين ولكن دوائر الإرسال والاستقبال فيه أكثر تعقيداً.

## أنواع مشتقة
هناك عدة أنواع من التضمين مشتقة من تضمين إزاحة الطور منها :

### تضمين إزاحة الطور الثنائي
يتم تضمين إزاحة الطور الثنائي (بالإنجليزية: Binary phase-shift keying BPSK) باستخدام خانتين من البتتات من الإشارة الرقمية ويكون التغير في الطور بمقدار 180 درجة.كل تغيير يمثل بواسطة خانتين

مثال على تضمين إزاحة الطور الثنائي BPSK.

### تضمين إزاحة الطور الرباعي
يتم تضمين إزاحة الطور الرباعي (بالإنجليزية: Quadrature phase-shift keying QPSK) باستخدام ثلاث من البتتات من الإشارة الرقمية ويكون التغير في الطور بمقدار 45 درجة أي 8 ثمانية اطوار مختلفة. ويمكن مع تعديل في السعة والطور تمثيل التغيير باربعة خانات والاختلاف في الطور 30 درجة أي 12 طور مختلف وبذلك نحصل على سرعة 9600 بت\ثانية.
في المستقبل إمكانية الحصول على سرعات أكثر مثل 28800 بت \ثانية إذا استخدمنا 6 بت وأكثر مثل 56600 بت \ثانية إذا استخدمنا 8 بت

مثال على تضمين إزاحة الطور الرباعي حيث أن كل رمز يختلف عن سابقه بمقدار بت واحد فقط.

### تعديل إزاحة الطور ذو المرتبة العليا

Constellation diagram for 8-PSK with Gray coding.

(بالإنجليزية: Higher-order PSK)

## نموذج المستقبِل
الشكل التالي يوضح المخطط المثالي للمستقبِل في نظام إزاحة الطور:

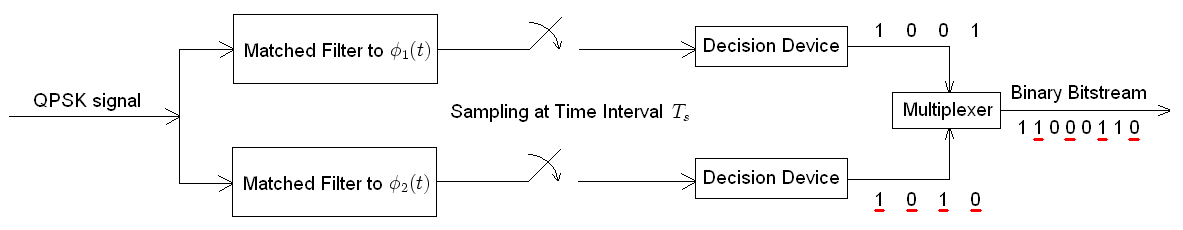
Receiver structure for QPSK.